# Gisela (programa de televisión)
Gisela fue un programa de telerrealidad de medianoche peruano, conducido por Gisela Valcárcel. Se estrenó en abril de 2001 por Panamericana Television, en que tuvo la participación especial de Cristian Rivero y Tula Rodríguez, y culminó en diciembre del 2002 por Frecuencia Latina. El programa, que tenía como cortina musical la canción de Tavares Heaven Must Be Missing An Angel de 1976, lideró la audiencia y la sintonía con picos que superaron los 30 puntos de audiencia.
El programa se estrenó a las 10 de la noche de los sábados, compitió en la franja estelar con Mónica Zevallos. Contó con varios invitados como Claudia Cisneros, Antero Flores Aráoz y Javier Echevarría.

## Secuencias
- Apertura del programa, seguido de un baile musical de Gisela.
- Bailetón con la orquesta invitada.
- Entrevistas.
- Retos a los artistas invitados con fines benéficos.
- Circuitos de juegos con fines benéficos.
- Concurso "La Familia Molitalia".
- Bloque esotérico.